# Martial Universe
Martial Universe (chinês: 武动乾坤) é uma série de televisão chinesa de 2018 baseada no romance Wu Dong Qian Kun de Tiancai Dudou. É estrelado por Yang Yang, Zhang Tianai,Wang Likun e Wu Chun. A série é dividida em duas temporadas.
A primeira temporada da série foi ao ar na Dragon TV a partir de 7 de agosto de 2018. A segunda temporada da série foi ao ar no Youku a partir de 11 de outubro de 2018.

## Sinopse
Um misterioso selo apresenta o protagonista masculino Lin Dong à arte do cultivo, e ele viaja pelas terras para aprimorar suas habilidades. Ele conhece duas mulheres muito diferentes em Ling Qingzhu e Ying Huanhuan em suas aventuras, e se envolve romanticamente com ambas.
Através de pura coragem e determinação, Lin Dong eventualmente se torna um dos cultivadores mais poderosos e respeitados. À medida que os poderes de Lin Dong aumentam, também aumenta seu conhecimento dos segredos mais mortais do mundo. Ele logo descobre o plano da seita demoníaca para dominar o mundo, e os três jovens unem forças com os justos artistas marciais para derrotar todo o mal e devolver a paz à terra.

## Principal
- Yang Yang como Lin Dong (林动)
  - Protagonista. Um descendente do clã Lin. Ele é escolhido pela pedra do emblema para ser o sucessor do mestre do emblema, que selou os demônios Yimo há um século, e assume o dever de lutar contra o ressurgimento do Yimo. Ele primeiro gostou de Ling Qingzhu, mas depois se apaixonou por Ying Huanhuan.
- Zhang Tian'ai como Ying Huanhuan (ying Huanhuan)
  - Filha do líder da Seita Dao. Amante de Lin Dong. Sua verdadeira identidade é a de um senhor do gelo reencarnado e ela desperta seus poderes para proteger Dao Zong e ajudar Lin Dong em sua busca por vingança. Ela arriscou sua vida e fez tudo por Lin Dong.
- Wang Likun[6] como Ling Qingzhu (绫清竹)
  - Palácio Tai Qing da Princesa dos Nove Céus. Através de uma reviravolta inesperada, ela e Lin Dong acabam dormindo um com o outro e ela o rastreia para se vingar, mas se emociona com sua determinação e se apaixona por Lin Dong.
- Wu Chun[7] como Lin Langtian
  - Um prodígio das artes marciais que carrega o fardo de liderar todo o Lin Clan para um maior sucesso. No entanto, ele se perde ao longo da jornada e sucumbe aos esquemas dos vilões.

### Apoio
- Ashton Chen[8] como Lin Yan / Xiao Yan (林炎/小炎)
  - Um demônio tigre que costumava seguir Lin Dong até que ele finalmente se transformou em humano. Ele possui imensa força, coragem e lealdade. Mais tarde, ele é considerado o sucessor do emblema ancestral pré-histórico.

- Liu Yan[9] como Mu Qianqian (穆芊芊) / Rei do Assento Celestial (天王堂)
  - A irmã mais velha de Lin Langtian. Ela é uma sedutora e astuta e manipuladora anciã da Seita Yuan, ela é eventualmente mostrada como um Rei do Assento Celestial - Yi Demon.

- Suo Xiaokun[10] como Lin Diao (林貂)
  - Um demônio martem da tribo dos monges celestes. Ele estava preso dentro de um amuleto de pedra até ser descoberto por Lin Dong. Ele começa completamente indiferente a Lin Dong, mas acaba se tornando seu irmão jurado ao lado de Xiao Yan. Mais tarde na série, ele se tornou o sucessor reconhecido do emblema ancestral do Trovão.

- Dong Qing[11] como Lin Qingtan (林青檀)
  - A irmã mais nova adotiva de Lin Dong. Ela abriga um poder sombrio e assustador dentro dela, que ela eventualmente transforma em seu cultivo. Ela é a sucessora do Emblema ancestral das Trevas.

- Yang Haoyu como Mestre Yan (岩大师)
  - Mestre da Seita de Feiticeiros Yan Cheng. O professor de Lin Dong.

- Li Xinliang como Teng Lei (腾儡)
  - Lord of the Wilderness, Prince of Magic Puppet Sect.

- Feng Junxi[12] como Mo Ling (莫凌)
  - Príncipe da dinastia real de Dayan. Eventualmente tornou-se um bom amigo de Lin Dong enquanto ele segue Lin Dong na Seita Dao, onde ele morreu nos braços de Lin Dong em sua fuga do enxame de demônios.

- Xiao Siqin Gaowa[13] como Xuan Su (萱素)
  - Supervisor da casa de leilões da Câmara de Comércio de Wanjin.

- Tse Kwan-ho como Lin Xiao (林啸)

O pai de Lin Dong. Ele se sacrificou para arquivar o Yimo.
- Wang Haitao[14] como Chen Feng (辰风)
  - Da tribo das Trevas.

- Kuang Can como Lu Yun (陆云)

- Ning Xiaohua[15] como Sexto príncipe da Tribo Demoníaca (魔族六王殿)

- Wu Yajun[16] como Mu Lingshan (慕灵珊)
  - Princesinha da tribo Fox. Resgatado por Lin Dong.

- Qian Long como Jiang Hao (蒋浩)
  - Discípulo da Seita Dao. Irmão mais velho de Lin Dong. Sacrificou-se ao enxame de Demônios para proteger seus irmãos da Seita.

- Zhao Dan[17] como Su Rou (苏柔)
  - Um discípulo sênior do Palácio Tai Qing dos Nove Céus. Irmã mais velha de Ling Qingzhu.

Chen Yating como Mu Xinqing (慕心晴)
Princesa mais velha da tribo Fox.
Ji Dongran como Lei Li (雷厉)
Zhou Yiwei como Zhou Tong (周通)
Sênior de Lin Dong. Um gênio que foi o único discípulo que dominou a formação Desolação da Seita Dao antes de Lin Dong. Ele morreu após seu encontro com o Rei do Terceiro Assento - Yi Demon.
Sun Yulin como Shen Qing (沈清)
Líder do Palácio Tai Qing dos Nove Céus.

## Produção
Em março de 2016, a Azure Media Corporation anunciou que iniciou a pré-produção de Martial Universe e contratou Zhang Li como diretor da série. O roteiro da série levou dois anos para ser concluído. Zhang Li revelou que o drama será ambientado no culturalmente vibrante Período da Primavera e Outono / Reinos Combatentes, e que haveria maior ênfase nos elementos wuxia.
A produção principal começou em 14 de novembro de 2016, em Xiangshan. As filmagens foram interrompidas por dois meses para o ator principal Yang Yang se recuperar de seus ferimentos. A segunda etapa das filmagens foi retomada em setembro de 2017. Em 31 de outubro de 2017, a produção encerrou as filmagens após 258 dias.

### Casting
Em 29 de agosto de 2016, Yang Yang foi anunciado como o protagonista masculino, Lin Dong.
Em 10 de outubro de 2016, a atriz principal foi anunciada como Zhang Tianai , que faria o papel de Ling Qingzhu.
Em 14 de novembro de 2016, a equipe de produção anunciou que a atriz principal Zhang Tianai interpretaria Ying Huanhan. A atriz Wang Likun foi adicionada à produção, assumindo o papel anterior de Zhang como Ling Qingzhu. Surgiu uma controvérsia, havia rumores afirmando que Zhang havia arrebatado o papel de Gina Jin , que foi inicialmente escalada para interpretar o papel de Ying Huanhuan. Em resposta a isso, o diretor Zhang Li disse que depois de revisar o roteiro, a equipe de produção decidiu que Zhang Tianai era mais adequado para interpretar Ying Huanhuan, explicando assim a mudança de papéis.

## Trilha sonora
| N.º | Título                                      | Cantores    | Duração |  |
| 1.  | "Puzzle (谜)" (Theme song)                  | Jason Zhang |         |  |
| 2.  | "Starry Sky (星空)"                         | NZBZ        |         |  |
| 3.  | "That Youth (那少年)"                       | Suo Xiaokun |         |  |
| 4.  | "Exorcism (降魔)"                           | Zhang Lei   |         |  |
| 5.  | "Your Mirror (你的镜子)"                    | Zhang Lei   |         |  |
| 6.  | "Between Us (你我之间)" (Ending theme song) | Tanya Chua  |         |  |

## Classificações
| Data de exibição | Episódio # | Classificação da Dragon TV | Classificação da Dragon TV       | Classificação da Dragon TV | Classificações da Internet Nacional da Youku | Classificações da Internet Nacional da Youku | Classificações da Internet Nacional da Youku |
| Data de exibição | Episódio # | Classificações (%)         | Participação do público-alvo (%) | Classificação              | Classificações(%)                            | Participação do público-alvo (%)             | Classificação                                |
| ---------------- | ---------- | -------------------------- | -------------------------------- | -------------------------- | -------------------------------------------- | -------------------------------------------- | -------------------------------------------- |
| 7 de agosto      | 1-2        | 0.333                      | 2.196                            | 10                         | 0.192                                        | 1.392                                        | 13                                           |
| 8 de agosto      | 3-4        | 0.285                      | 1.858                            | 12                         | 0.187                                        | 1.397                                        | 13                                           |
| 9 de agosto      | 5-6        | 0.563                      | 3.683                            | 5                          | 0.277                                        | 2.089                                        | 9                                            |
| 14 de agosto     | 7-8        | 0.432                      | 2.724                            | 8                          | 0.19                                         | 1.401                                        | 13                                           |
| 15 de agosto     | 9-10       | 0.458                      | 2.994                            | 9                          | 0.167                                        | 1.242                                        | 15                                           |
| 16 de agosto     | 11-12      | 0.643                      | 4.177                            | 4                          | 0.233                                        | 1.803                                        | 10                                           |
| 21 de agosto     | 13-14      | 0.293                      | 1.908                            | 11                         | 0.102                                        | 0.759                                        | 24                                           |
| 22 de agosto     | 15-16      | 0.373                      | 2.412                            | 10                         | 0.159                                        | 1.243                                        | 14                                           |
| 23 de agosto     | 17-18      | 0.409                      | 2.647                            | 11                         | 0.183                                        | 1.356                                        | 13                                           |
| 28 de agosto     | 19-20      | 0.656                      | 4.15                             | 3                          | —                                            | —                                            | —                                            |
| 29 de agosto     | 21-22      | 0.653                      | 4.158                            | 5                          | 0.257                                        | 1.924                                        | 11                                           |
| 30 de agosto     | 23-24      | 0.669                      | 4.371                            | 4                          | 0.27                                         | 2.138                                        | 10                                           |
| 4 de setembro    | 25-26      | 0.547                      | 4.102                            | 7                          | 0.162                                        | 1.548                                        | 17                                           |
| 5 de setembro    | 27-28      | 0.485                      | 4.729                            | 9                          | 0.134                                        | 1.785                                        | 17                                           |
| 6 de setembro    | 29-30      | 0.612                      | 5.391                            | 5                          | 0.222                                        | 2.592                                        | 12                                           |
| 11 de setembro   | 31-32      | 0.525                      | 3.966                            | 8                          | 0.16                                         | 1.487                                        | 14                                           |
| 12 de setembro   | 33-34      | 0.539                      | 4.23                             | 6                          | 0.164                                        | 1.622                                        | 16                                           |
| 13 de setembro   | 35-36      | 0.66                       | 5.287                            | 5                          | 0.219                                        | 2.298                                        | 11                                           |
| 18 de setembro   | 37-38      | 0.434                      | 3.321                            | 9                          | 0.15                                         | 1.41                                         | 21                                           |
| 19 de setembro   | 39-40      | 0.430                      | 3.341                            | 9                          | —                                            | —                                            | —                                            |

## Prêmios e indicações
| Prêmio                                                      | Categoria           | Trabalho indicado | Resultado | Ref.   |
| ----------------------------------------------------------- | ------------------- | ----------------- | --------- | ------ |
| Golden Bud - The Third Network Film And Television Festival | Adaptação IP do Ano | Martial Universe  | Venceu    | [ 32 ] |

## Transmissão internacional
| Canal                | Localização                                                                         | Data de início da transmissão | Observação                             |
| -------------------- | ----------------------------------------------------------------------------------- | ----------------------------- | -------------------------------------- |
| Dragon TV            | Mainland China                                                                      | 7 de agosto de 2018           | Terça, Quarta, Quinta 22:00 (dois eps) |
| DramaFever Viki.com  | EUA, Canadá e América_Latina                                                        | 7 de agosto de 2018           | Desconhecido                           |
| FPT Play             | Vietnam                                                                             | 7 de agosto de 2018           | Terça, Quarta, Quinta 21:30 (dois eps) |
| Star Chinese Channel | Malásia, Singapura, Taiwan, Hong Kong, Indonesia, Filipinas, Tailândia, Canadá, EUA | 7 de agosto de 2018           | Segunda a Sexta 20:00                  |
| dimsum               | Malásia, Brunei, Singapura (via Starhub Go)                                         | 8 de agosto de 2018           | Quarta a Sexta 12:00                   |
| 8TV                  | Malásia                                                                             | 3 de setembro de 2018         | Segunda a Sexta 20:30                  |
| Channel China        | Coreia do Sul                                                                       | 7 de novembro de 2018         | Desconhecido                           |
| CTV8 HD              | Camboja                                                                             | 2019                          | Desconhecido                           |
| MX Player            | Índia                                                                               | 7 de agosto de 2018           | Desconhecido                           |
| VTV3                 | Vietnã                                                                              | 2019                          | Segunda a Sexta 12:00                  |